# Diecezja Piacenza-Bobbio
Diecezja Piacenza-Bobbio – łac. Dioecesis Placentina-Bobiensis – diecezja Kościoła rzymskokatolickiego w północnych Włoszech, w metropolii Modena-Nonantola, w regionie kościelnym Emilia-Romania.
Została erygowana w IV wieku. 16 września 1989 papież Jan Paweł II przyłączył do diecezji Piacenzy wydzieloną część z archidiecezji Genua-Bobbio, nadając jej obecną nazwę.